# Cos et Mos
 (août 2025).
Motif : Absence de sources
- Archive Wikiwix
- Bing
- Cairn
- DuckDuckGo
- E. Universalis
- Gallica
- Google
- G. Books
- G. News
- G. Scholar
- Persée
- Qwant
- (zh) Baidu
- (ru) Yandex
- (wd) trouver des œuvres sur Wikidata

| 1. | Préciser le motif de la pose du bandeau. | Précisez le motif de la pose du bandeau en utilisant la syntaxe suivante : {{admissibilité à vérifier\|date=août 2025\|motif=remplacez ce texte par le motif}}                  |
| 2. | Informer les utilisateurs concernés.     | Pensez à avertir le créateur de l'article, par exemple, en insérant le code ci-dessous sur sa page de discussion : {{subst:avertissement admissibilité à vérifier\|Cos et Mos}} |

Cos et Mos est une bande dessinée humoristique et insolite de Richard Marazano te Abel Chen. Cette série a été publiée aux éditions Pif Gadget et Carabas.

## Le sujet
Cos & Mos sont deux grenouilles de l'espace à la recherche d'une planète d'accueil pour les animaux de la Terre, désormais trop polluée. Leurs aventures rebondissantes sont ponctuées d'événements insolites et extravagants.